# Cristián X de Dinamarca
Cristián X de Dinamarca (n. Cristián Carlos Federico Alberto Alejandro Guillermo; Copenhague, 26 de septiembre de 1870-20 de abril de 1947) fue rey de Dinamarca de 1912 a 1947 y el único rey de Islandia (donde su nombre era oficialmente Kristján X), entre 1918 y 1944, siendo hijo del rey danés Federico VIII y la reina consorte Luisa de Suecia. Fue miembro de la casa de Glücksburg y el primer monarca desde el rey Federico VII que nació dentro de la familia real danesa, pues tanto su padre como su abuelo habían nacido como príncipes de la casa ducal de Schleswig (predecesora de la casa danesa). Entre sus hermanos estaba el rey Haakon VII de Noruega. Es conocido por su estatura, que alcanzaba los 2,03 metros.
Su personaje ha sido descrito como autoritario y personificó fuertemente la importancia de la dignidad y el poder real. Su renuencia a abrazar plenamente la democracia dio lugar a la Crisis de Pascua de 1920, en la que disolvió el gabinete liberal-social democráticamente elegido y con el que no estaba de acuerdo, e instaló uno de su elección. Esto era permitido por la constitución, pero el principio del parlamentarismo se consideraba una costumbre implantada desde 1901. Frente a manifestaciones masivas, una huelga general organizada por los socialdemócratas y el riesgo de derrocar a la monarquía se vio obligado a aceptar que el monarca no podría nombrar un gobierno sin apoyo del parlamento y su papel como monarca constitucional.
Durante la ocupación alemana de Dinamarca, Cristián se convirtió en un símbolo popular de resistencia, particularmente debido al valor simbólico del hecho de que cabalgaba todos los días por las calles de Copenhague sin la compañía de guardias. Con un reinado que abarcó dos guerras mundiales, y su papel como emblema del sentimiento nacional danés, se convirtió en uno de los monarcas daneses más populares de los tiempos modernos.

## Juventud

### Nacimiento
Cristián nació el 26 de septiembre de 1870 en el palacio Charlottenlund en el municipio de Gentofte, al norte de Copenhague, durante el reinado de su abuelo paterno, el rey Cristián IX. Era el hijo mayor del príncipe heredero Federico de Dinamarca y su esposa Luisa de Suecia, hija única superviviente del rey Carlos XV de Suecia. Fue bautizado en la capilla del palacio de Christiansborg el 31 de octubre de 1870 por el obispo de Zelanda, Hans Lassen Martensen.

### Educación
Después de ser el primer monarca danés en pasar el examen de ingreso a la universidad en 1889, comenzó una educación militar, como era habitual para los príncipes en ese momento, y posteriormente sirvió en el quinto Regimiento de Dragones y luego estudió en los Oficiales Academia en Randers desde 1891 hasta 1892.

### Matrimonio e hijos

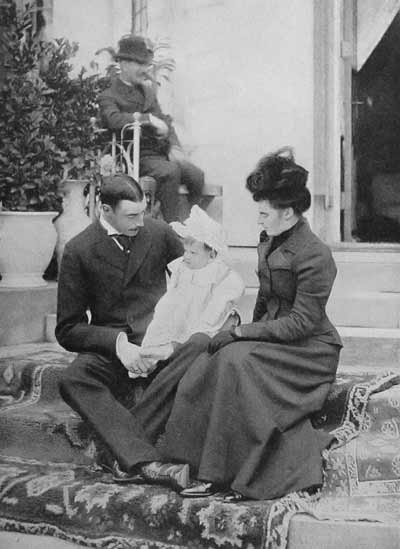
El príncipe Cristián y la princesa Alejandrina con su hijo Federico en 1900

Cristián se casó con la duquesa Alejandrina de Mecklemburgo-Schwerin en villa Wenden de Cannes el 26 de abril de 1898. Era hija de Federico Francisco III de Mecklemburgo-Schwerin y de la gran duquesa Anastasia Mijailovna de Rusia. Ella finalmente se convirtió en su reina consorte. Tenían dos hijos:
- El príncipe Cristián Federico Francisco Miguel Carlos Valdemar Jorge de Dinamarca, futuro Rey de Dinamarca.
- El príncipe Canuto Cristián Federico Miguel de Dinamarca.

La pareja recibió como residencia en Copenhague el palacio de Cristián VIII en Amalienborg y el palacio Sorgenfri, al norte de la capital, como residencia de verano. Además, la pareja recibió el palacio Marselisborg, en Aarhus, como regalo de bodas del pueblo de Dinamarca. En 1914, el rey también construyó la villa Klitgaarden en Skagen.

### Príncipe heredero
El 29 de enero de 1906, el rey Cristián IX murió y el padre del príncipe Cristián ascendió al trono como el rey Federico VIII. Cristián mismo se convirtió en príncipe heredero.

## Rey de Dinamarca

### Acceso al trono

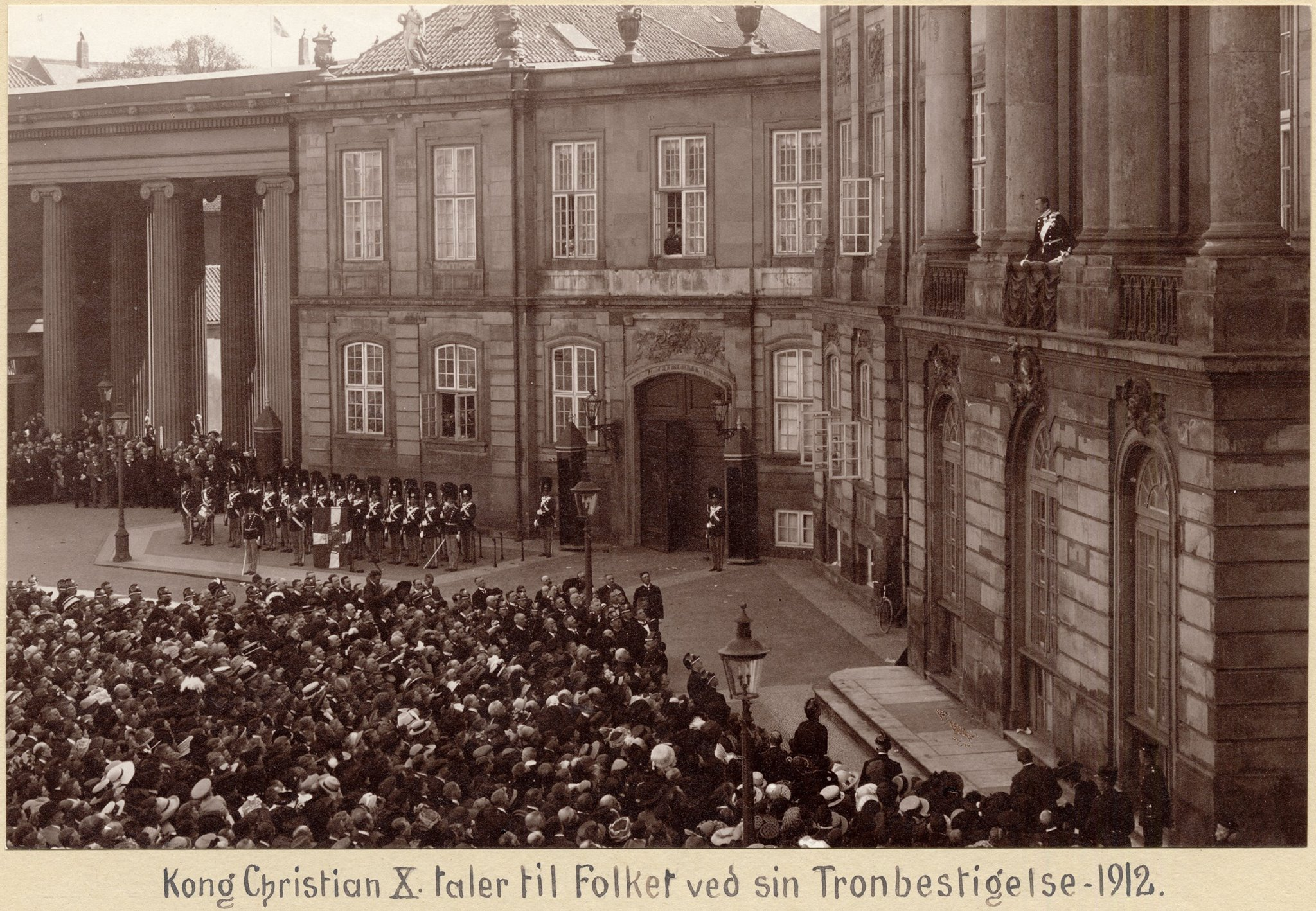
Cristián X dirigiéndose al pueblo cuando accedió al trono

El 14 de mayo de 1912, el rey Federico VIII regresaba de una estancia de recuperación en Niza e hizo una parada en Hamburgo en su regreso a Copenhague, cuando murió después de colapsar mientras paseaba por un parque. El príncipe heredero se encontraba en Copenhague cuando se enteró del fallecimiento de su padre y accedió al trono como Cristián X.

### Política exterior

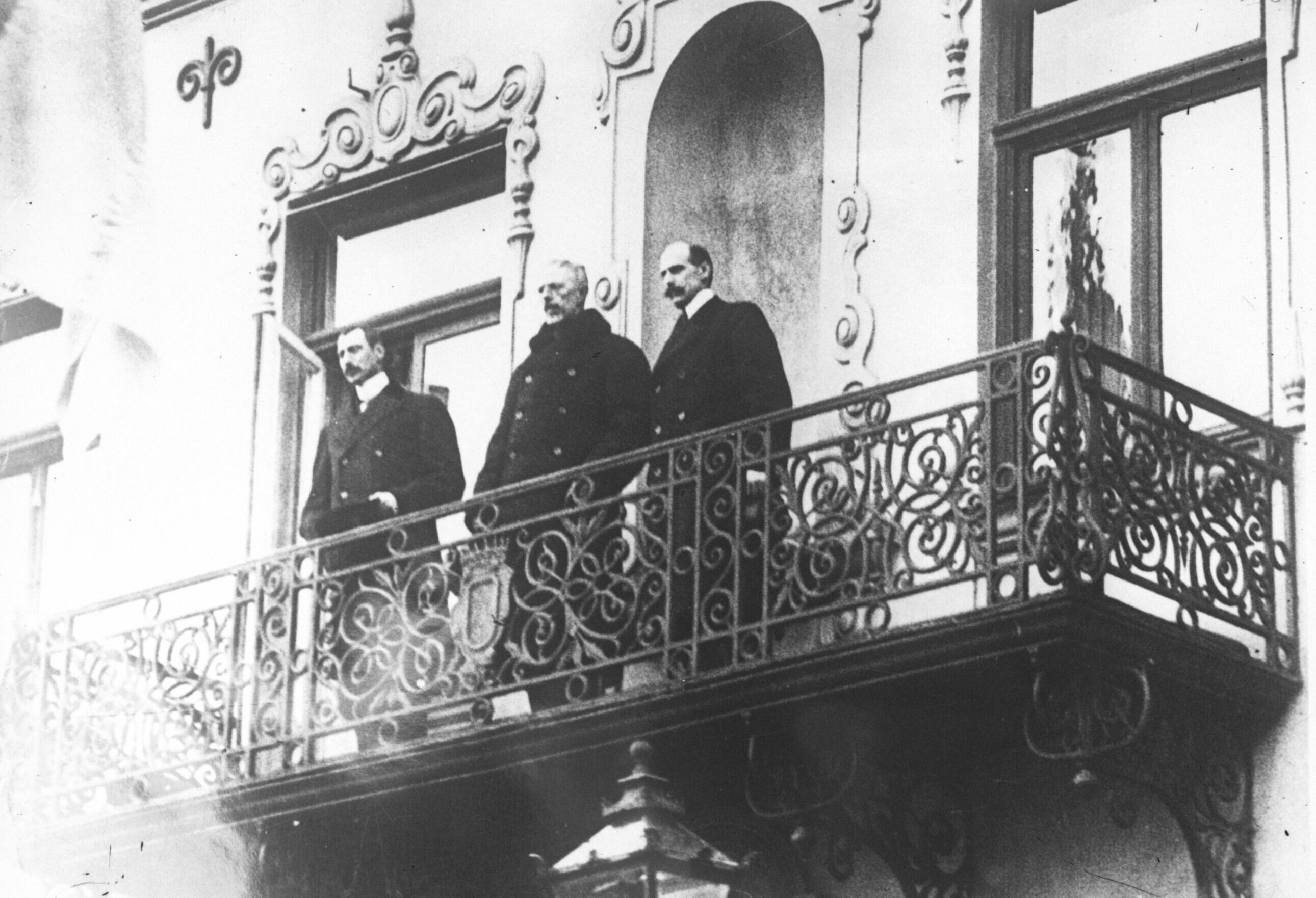
Cristián X de Dinamarca, Gustavo V de Suecia y Haakon VII de Noruega en la reunión de los tres reyes escandinavos en Malmø en diciembre de 1914.

Al estallar la Primera Guerra Mundial en 1914, Cristián X abogó, junto a su gobierno, porque Dinamarca mantuviera una política de neutralidad. Asistió el 18 de diciembre de 1914 a la llamada reunión triangular en Malmö, junto a su hermano, el rey Haakon VII de Noruega, y el rey Gustavo V de Suecia, para discutir la neutralidad de los países nórdicos. De esta manera, el rey y su gobierno lograron mantener al país fuera de la guerra.

### Política interior
Cuando la nueva constitución de 1915 dio a las mujeres el derecho al voto, la Sociedad Danesa de Mujeres organizó una procesión con aprox. 20,000 participantes que se dirigieron al rey para agradecerle su apoyo. El rey declaró lo siguiente: «En ningún lugar se puede prescindir de las mujeres, y aun menos en los hogares. Aquí la influencia de la mujer no se puede reemplazar, porque a través del amor de los niños por el hogar se despierta el amor por nuestro hogar común, Dinamarca».

### Crisis de Pascua de 1920

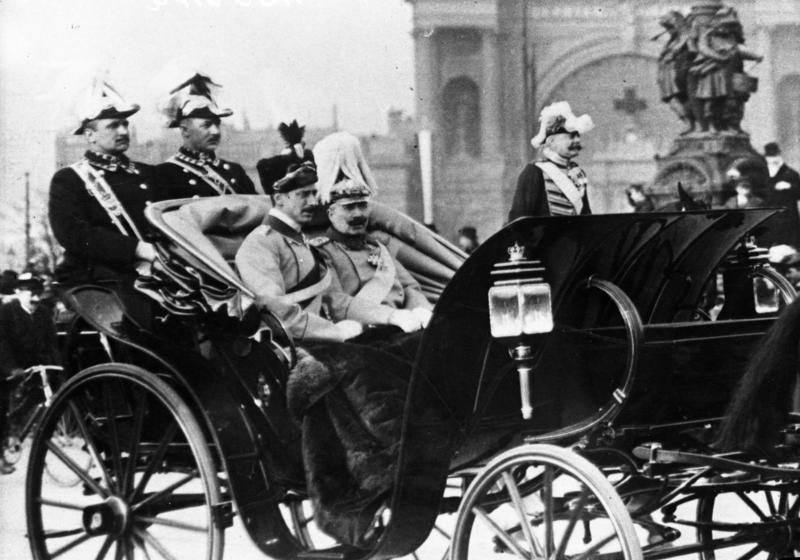
El rey Cristián X de Dinamarca y el káiser Guillermo II de Alemania durante una visita a Berlín en 1913

En abril de 1920, Cristián provocó la denominada crisis de Pascua, que fue uno de los eventos más trascendente en la evolución de la monarquía danesa en el siglo XX. 
La causa de la crisis fue el conflicto planteado entre el rey y el gobierno danés sobre la reunificación de Dinamarca y Schleswig, un antiguo ducado de este país que había pasado a manos de Prusia durante la Segunda Guerra de Schleswig. Las reivindicaciones danesas sobre la región habían persistido hasta el final de la Primera Guerra Mundial, momento en que la derrota alemana permitió afrontar el conflicto. Según los términos del Tratado de Versalles, la cuestión de Schleswig debía resolverse mediante dos plebiscitos: uno en Schleswig Septentrional (actual condado danés de Jutlandia Meridional) y otro en Schleswig Central (hoy parte del estado alemán de Schleswig-Holstein). No se planeó ningún plebiscito para el sur de Schleswig, que estaba dominado por una mayoría étnica alemana y, de acuerdo con el sentimiento predominante de la época a favor del Estado-nación, siguió formando parte del Estado alemán de posguerra.
En el norte de Schleswig, el 75% votó por la reunificación con Dinamarca y el 25% por permanecer con Alemania. En Schleswig Central, la situación se invirtió: el 80% votó por Alemania y el 20% por Dinamarca. A la vista de estos resultados, el gobierno del primer ministro Carl Theodor Zahle determinó que la reunificación con Schleswig Septentrional podía seguir adelante, mientras que Schleswig Central permanecería bajo control alemán.
Muchos nacionalistas daneses consideraban que Schleswig Central debía ser devuelto a Dinamarca independientemente de los resultados del plebiscito, movidos por su deseo de ver a Alemania definitivamente debilitada en el futuro y por la importante minoría danesa de esa área. Cristián X estaba de acuerdo con esta postura y ordenó a Zahle que incluyera Schleswig Central en el proceso de reunificación. Dinamarca funcionaba como una democracia parlamentaria desde el gabinete de Deuntzer de 1901 que marcó el nacimiento del parlamentarismo en el país y Zahle consideró que no tenía ninguna obligación de acatar la decisión del rey, rechazó la orden y dimitió varios días después, tras un airado desencuentro con el monarca.
Posteriormente, Cristián destituyó al resto del gobierno y lo sustituyó por un gabinete provisional conservador de facto bajo la dirección de Otto Liebe. La destitución provocó manifestaciones y un ambiente cuasi revolucionario en el país que durante varios días puso el futuro de la monarquía en entredicho. 
Ante el riesgo para la corona danesa, se abrieron negociaciones entre el rey y miembros de los socialdemócratas y Cristián dio marcha atrás y destituyó a su propio gobierno, conformando un gabinete de compromiso con Michael Pedersen Friis hasta que pudieran celebrarse elecciones ese mismo año.

### Segunda Guerra Mundial

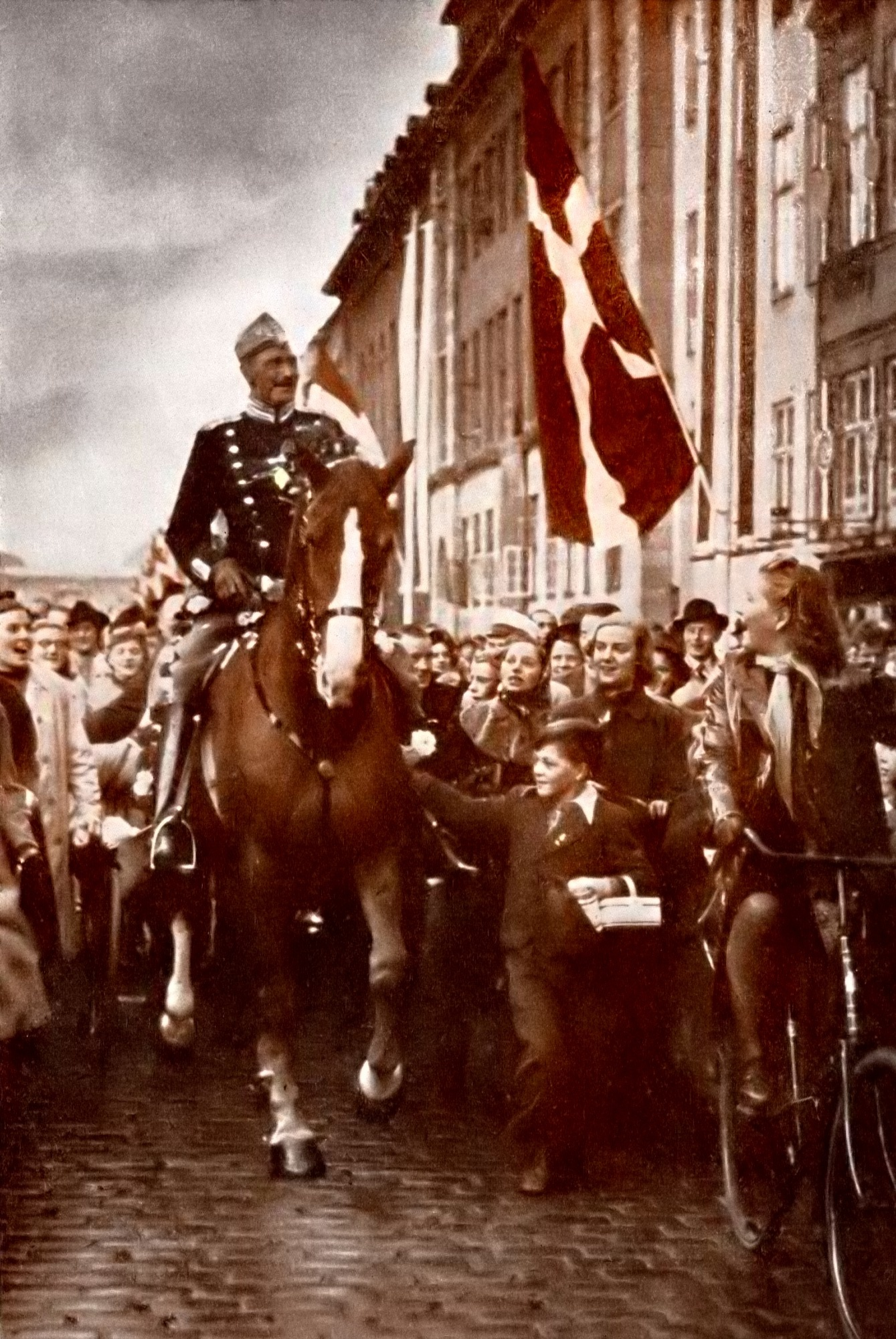
Durante la ocupación de Dinamarca, el paseo a caballo diario del rey por Copenhague se convirtió en un símbolo de la soberanía danesa. Esta foto fue tomada en su cumpleaños en 1940

A las 4 a. m. del 9 de abril de 1940, la Alemania nazi invadió Dinamarca en un ataque sorpresa, sobrepasando al Ejército y la Armada de Dinamarca y destruyendo el Cuerpo Aéreo del Ejército Danés. Cristián X se dio cuenta rápidamente de que Dinamarca se encontraba en una posición imposible. Sus posibilidades eran demasiado pequeñas para resistir contra Alemania durante un período prolongado de tiempo. Su terreno llano permitió que fuera fácilmente invadida por panzers alemanes. Jutlandia, por ejemplo, habría sido ocupada en muy poco tiempo por un ataque panzer desde el sur, por Schleswig-Holstein. A diferencia de sus vecinos nórdicos, Dinamarca no tenía cadenas montañosas desde las cuales se pudiera montar una resistencia persistente contra el ejército alemán. Sin perspectivas de poder resistir por mucho tiempo, y ante la amenaza explícita de que la Luftwaffe bombardease Copenhague, y con solo un general a favor de continuar luchando, Cristián X y todo el gobierno danés capitularon alrededor de las 6 de la mañana, a cambio de mantener la independencia política en asuntos internos, comenzando la ocupación de Dinamarca, que duró hasta el 5 de mayo de 1945.
A diferencia de su hermano, el rey Haakon VII de Noruega, la reina Guillermina de los Países Bajos, el rey Jorge II de Grecia, la gran duquesa Carlota de Luxemburgo, el rey Pedro II de Yugoslavia, el presidente Edvard Beneš de Checoslovaquia y el presidente Władysław Raczkiewicz de Polonia, todos de los cuales se exiliaron durante la ocupación nazi de sus países, Cristián X (como el rey Leopoldo III de Bélgica) permaneció en su capital durante toda la ocupación de Dinamarca, convirtiéndose para el pueblo danés en un símbolo visible de la causa nacional (Haakon de Noruega escapó de los alemanes después de negarse a aceptar un régimen títere favorable a los nazis).

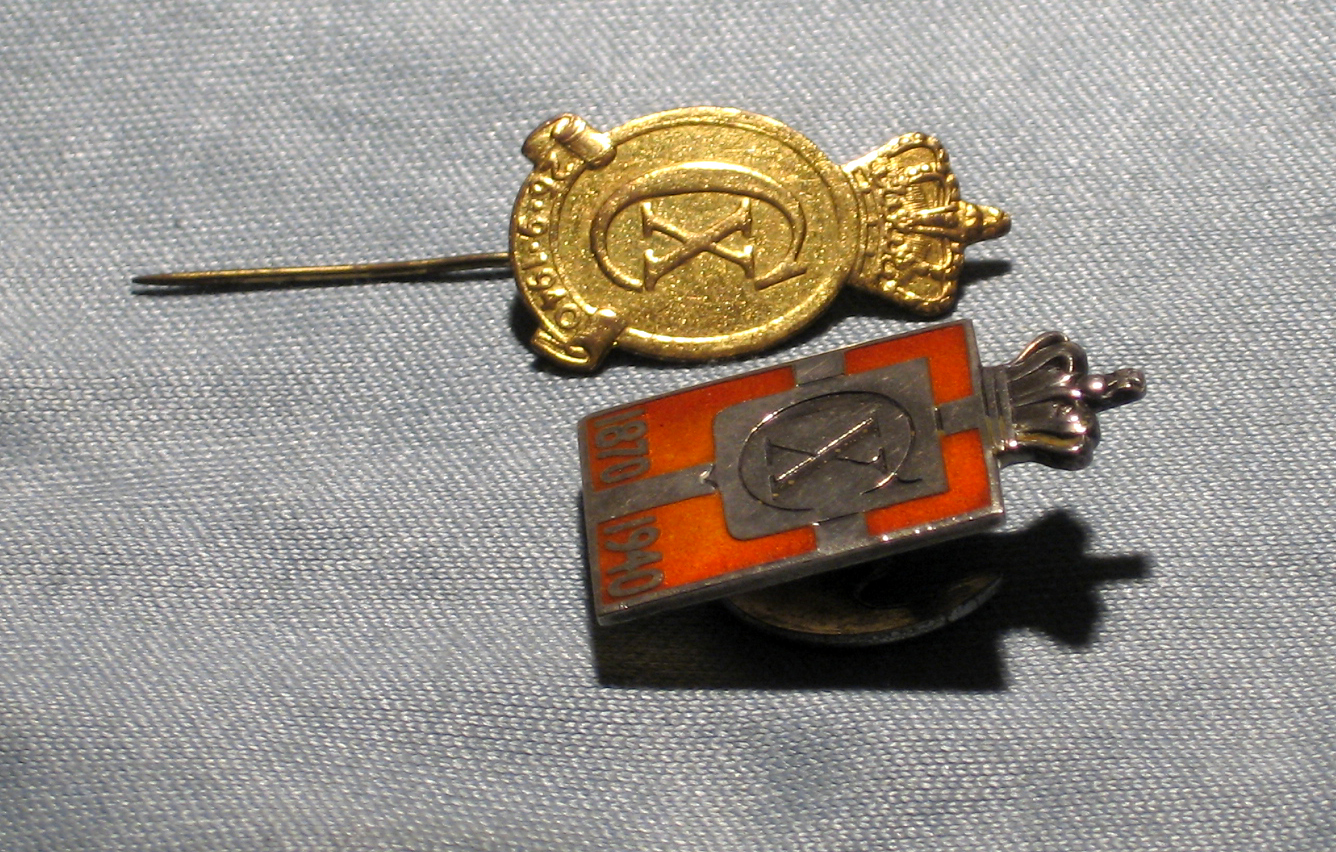
Dos versiones del Pin del Escudo del Rey (Kongemærket), en los que aparecen CX de Cristián X como monograma; un símbolo popular de patriotismo durante la Segunda Guerra Mundial

Hasta la imposición de la ley marcial por parte de Alemania en agosto de 1943, los discursos oficiales de Cristián reflejaban la política oficial de cooperación del gobierno con las fuerzas de ocupación, pero esto no impidió que el pueblo danés lo viera como un hombre de "resistencia moral". Durante los primeros dos años de la ocupación alemana, a pesar de su edad y la precaria situación, solía cabalgar diariamente en su caballo por Copenhague, sin ser acompañado por la guardia. Una manera popular para los daneses de mostrar patriotismo y resistencia silenciosa a la ocupación alemana era usar un pequeño botón cuadrado con la bandera danesa y las insignias coronadas del rey. Este símbolo se llamaba Kongemærket (Imperdible del escudo del rey). Además, ayudó a financiar el transporte de judíos daneses a Suecia, donde estarían a salvo de la persecución nazi.
En 1942, Adolf Hitler envió al rey un largo telegrama felicitándolo por su septuagésimo segundo cumpleaños. El telegrama de respuesta del rey fue un simple Spreche Meinen besten Dank aus. Chr. Rex (Dando mis mayores agradecimientos, rey Cristián). Esta tenue respuesta provocó la conocida como crisis del telegrama, pues indignó mucho a Hitler que inmediatamente retiró a su embajador de Copenhague y expulsó al embajador danés de Alemania. La presión alemana provocó la destitución del gobierno liderado por Vilhelm Buhl y su reemplazo por un nuevo gabinete dirigido por el veterano diplomático Erik Scavenius, quien los alemanes esperaban que fueran más cooperativo. En cualquier caso, cualquier independencia que Dinamarca hubiera podido mantener durante los primeros años de la ocupación terminó abruptamente con el putsch alemán en agosto de 1943. Después de una caída de su caballo el 19 de octubre de 1942, el rey quedó más o menos inválido por el resto de su reinado. El papel que desempeñó durante la Crisis de Pascua de 1920 disminuyó en gran medida su popularidad, pero sus paseos diarios a caballo por Copenhague, la crisis del telegrama y las admirables historias difundidas por los círculos daneses de Estados Unidos lo convirtieron en una figura muy popular hasta el punto de ser un querido símbolo nacional.

### Rey de Islandia
La adhesión de una nueva Acta de Unión entre Dinamarca e Islandia a fines de 1918 redefinió a Islandia, que pasó de ser una parte del reino danés a un estado soberano con una unión personal con el rey de Dinamarca. Esto convirtió a Cristián en el rey del Reino de Islandia, además de ser el rey de Dinamarca. Cristián (cuyo nombre en islandés era oficialmente Kristján X) fue el primer y único monarca en reinar sobre Islandia como un reino soberano en lugar de como una provincia de un reino más grande. En 1941, después de la ocupación alemana de Dinamarca y la ocupación aliada de Islandia, el gobierno de Reikiavik concluyó que Cristián no podía realizar sus deberes como jefe de Estado, y por lo tanto nombró a Sveinn Björnsson como regente para actuar como jefe de Estado provisional. Sveinn había sido previamente embajador de Islandia en Copenhague.
En 1944, mientras Dinamarca todavía estaba bajo la ocupación alemana, los islandeses votaron en un plebiscito para cortar todos los lazos con el rey de Dinamarca y constituir una república. Por lo tanto, el título de Cristián como rey de Islandia quedó sin efecto y Sveinn Björnsson fue elegido primer presidente de la República por el parlamento islandés. Cristián, que pensaba que Sveinn aseguraba que Islandia no haría más movimientos hacia la plena independencia mientras la ocupación continuase, se sintió traicionado. Sin embargo, a instancias de su pariente, el rey Gustavo V de Suecia, Cristián aceptó el resultado y envió un mensaje de felicitación a Islandia durante las celebraciones de la instauración de la República el 17 de junio de 1944. La lectura de la carta del rey provocó vítores en Þingvellir durante la celebración. A pesar de esta aceptación, Cristián nunca dejó de usar el título de "Rey de Islandia" y continuó incluyéndolo entre sus títulos hasta su muerte en 1947.

## Muerte
Cristián X falleció en el palacio de Amalienborg, Copenhague, en 1947, y fue enterrado junto a otros miembros de la familia real danesa en la catedral de Roskilde, cerca de Copenhague. Un brazalete de tela del tipo usado por los miembros del movimiento de resistencia danés se colocó en su ataúd durante el duelo. Fue sucedido por su hijo mayor Federico IX.

## Leyendas
El 22 de noviembre de 1942, The Washington Post publicó una fotografía de Cristián X llamándolo, jocosamente, víctima de Hitler, y afirmando que la nación de este monarca no se había opuesto a la ocupación alemana con las armas. Entonces se volvió importante para los daneses estadounidenses demostrar lo contrario, y se inventaron varias historias en la agitación de la guerra. La más exitosa de estas fue la leyenda del rey que llevaba la estrella amarilla para apoyar a los judíos.
El rey Cristián solía pasear diariamente por las calles de Copenhague sin ninguna compañía mientras la gente se paraba y lo saludaba. Una historia apócrifa relata que un día, un soldado alemán comentó a un niño que le parecía extraño que el rey cabalgara sin ningún guardaespaldas. Según se dice, el niño respondió: "Toda Dinamarca es su guardaespaldas". Esta historia fue contada en el libro más vendido de Nathaniel Benchley, Bright Candles, así como en el libro Number the Stars de Lois Lowry. La canción patriótica contemporánea "Der rider en Konge" (Allí cabalga un rey) se centra en los paseos del soberano. En esta canción, el narrador responde a la pregunta de un extranjero sobre la falta de guardia del rey de que "él es nuestro hombre más libre" y que no está protegido por la fuerza física sino que "los corazones guardan al rey de Dinamarca".
Otra leyenda popular, pero apócrifa, escrita por la prensa estadounidense se refería al supuesto vuelo de la bandera alemana sobre el Hotel d'Angleterre (que fue usado como cuartel general militar de Alemania en Copenhague). El rey que pasa y ve la bandera, le dice a un centinela alemán que esto es una violación del acuerdo de armisticio y que la bandera debe ser retirada. El centinela responde que eso no se va a hacer. El rey luego dice que si no se baja la bandera, enviará a un soldado danés para que la baje, a lo que el centinela responde: "Dispararán al soldado". El rey respondió entonces "el soldado danés seré yo". Según la historia, la bandera fue retirada.
El rey Cristián X se convirtió en el héroe de una serie de mitos sobre su defensa de los judíos daneses. Se convirtió en el tema de una leyenda urbana persistente según la cual, durante la ocupación nazi, se colocó la Estrella de David en solidaridad con los judíos daneses, y así, éstos no se vieron obligados a usarla para distinguirse de los gentiles. Sin embargo, la leyenda probablemente proviene de un informe británico de 1942 que afirmaba que amenazaba con ponerse la estrella si esto se imponía a los judíos de Dinamarca, y se popularizó cuando se incluyó en Éxodo, la novela más vendida de Leon Uris. Esto también está respaldado por el diario personal del rey, donde se puede encontrar la siguiente cita:

Cuando nos fijamos en el trato inhumano de los judíos, no solo en Alemania sino también en los países ocupados, empiezas a preocuparte de que tal culpa también pueda ser puesta sobre nosotros, pero debemos rechazar claramente esto debido a su protección bajo la constitución danesa. Dije que no podría satisfacer tal demanda hacia los ciudadanos daneses. Si se lleva a cabo tal orden, sería mejor que todos lleváramos la Estrella de David.

Este mito se remonta a la Segunda Guerra Mundial, específicamente a una caricatura política, en un periódico sueco el 10 de enero de 1942, del artista noruego Ragnvald Blix. El mito ha sido leído como una metáfora de las cálidas relaciones generales que existían entre los judíos daneses y los no judíos.

## Títulos y tratamientos
Rey de Dinamarca
Rey de Islandia

## Honores
Honores daneses e islandeses
- Caballero del Elefante, 26 de septiembre de 1888
- Cruz de Honor de la Orden de Dannebrog, 26 de septiembre de 1888
- Medalla Conmemorativa de las Bodas de Oro del Rey Cristián IX y la Reina Luisa
- Gran Comandante de Dannebrog, en Diamantes, 14 de mayo de 1912[5]
- Fundador y Gran Maestre de la Orden del Halcón, 3 de julio de 1921 - 17 de junio de 1944[6]

Honores extranjeros
- Austria: Gran Estrella de la Orden al Mérito de la República de Austria
- Bélgica: Gran Cordón de la Orden de Leopoldo, 22 de julio de 1897[8]
- Chile: Gran Cruz de la Orden del Mérito, con Collar
- Colombia: Gran Cruz Extraordinario de la Orden de Boyacá
- Checoslovaquia: Collar del León Blanco, 1933[9]
- Estonia: Cruz de la Libertad, Grado I Clase I, 29 de abril de 1925[10]
- Finlandia: Collar de la Rosa Blanca, 1919[11]
- Francia: Gran Cruz de la Legión de Honor
- Imperio alemán:
  - Caballero del Águila Negra, 29 de junio de 1890;[12] with Collar
  - Gran Cruz del Águila Roja
  -  Reino de Baviera: Caballero de San Huberto
  -  Mecklemburgo:
    - Cruz de Honor de la Orden del Grifón
    - Gran Cruz de la Corona Wéndica, con Corona en Mineral

  -  Gran Ducado de Oldemburgo: Gran Cruz de la Orden de Pedro Federico Luis, con Corona Dorada
  -  Sajonia-Weimar-Eisenach: Gran Cruz del Halcón Blanco, 1897[13]
  -  Schaumburg-Lippe: Cruz de Honor de la Orden de la Casa de Lippe, 1.ª Clase
- Reino de Grecia:
  - Gran Cruz del Redentor
  - Gran Cruz de los Santos Jorge y Constantino
- Regencia de Hungría: Gran Cruz de la Orden del Mérito, con Corona Sagrada y Collar, 26 de septiembre de 1940[14]
- Reino de Italia: Caballero de la Anunciación, 26 de enero de 1910[15]
- Imperio iranio: Collar de la Orden de Pahlavi
- Imperio del Japón: Collar de la Orden del Crisantemo
- Mónaco: Gran Cruz de San Carlos
- Países Bajos: Gran Cruz del León Neerlandés
- Noruega:
  - Gran Cruz de San Olaf, con Collar, 22 de junio de 1906[16]
  - Medalla Conmemorativa por la Coronación del Rey Haakon VII y la Reina Maud
  - Medalla del Jubileo del Rey Haakon VII 1905-1930
- Perú: Gran Cruz del Sol del Perú, en Diamantes
- Polonia: Caballero del Águila Blanca, 1923[17]
- Reino de Rumania: Collar de la Orden de Carol I, 1912[18]
- Imperio ruso:
  - Caballero de San Andrés
  - Caballero de San Alejandro Nevski
  - Caballero del Águila Blanca
  - Caballero de Santa Ana, 1.ª Clase
  - Caballero de San Estanislao, 1.ª Clase
  - Caballero de San Vladimir, 4.ª Clase
- Reino de Serbia: Gran Cruz de la Estrella de Karađorđe
- Siam:
  - Caballero de la Orden de la Casa Real de Chakri, 15 de julio de 1897[19]
  - Medalla Conmemorativa por la Coronación del Rey Rama VII
- España:
  - Caballero del Toisón de Oro, 4 de julio de 1901[20]
  - Gran Cruz de la Orden de Carlos III, con Collar, 15 de mayo de 1902[21]
- Suecia:
  - Caballero de los Serafines, con Collar, 15 de noviembre de 1888[22]
  - Caballero de la Orden de Carlos XIII, 1912[23]
- Reino Unido:
  - Gran Cruz Honorario de la Real Orden Victoriana, 11 de octubre de 1901
  - Gran Cruz Honorario del Baño (civil), 22 de abril de 1908
  - Caballero de la Jarretera, 9 de mayo de 1914[24]
  - Real Cadena Victoriana
  - Bailío Gran Cruz de la Venerable Orden de San Juan
- Venezuela: Collar de la Orden del Libertador

## Ancestros
| \| \| \| \| \| \| \| \| \| \| \| \| \| \| \| \| \| \| \| \| 16. Federico Carlos de Schleswig-Holstein-Sonderburg-Beck \| \| \| \| \| \| \| \| \| \| \| \| \| \| \| \| \| \| \| \| \| \| \| \| \| \| \| \| \| \| \| \| \| \| \| \| \| \| \| \| \| \| \| \| \| \| \| \| \| \| \| \| \| \| 8. Federico Guillermo de Schleswig-Holstein-Sonderburg-Glücksburg \| \| \| \| \| \| \| \| \| \| \| \| \| \| \| \| \| \| \| \| \| \| \| \| \| \| \| \| \| \| \| \| \| \| \| \| \| \| \| \| \| \| \| \| \| \| \| \| \| \| \| \| \| \| 17. Federica de Schlieben \| \| \| \| \| \| \| \| \| \| \| \| \| \| \| \| \| \| \| \| \| \| \| \| \| \| \| \| \| \| \| \| \| \| \| \| \| \| \| \| \| \| \| \| \| \| \| \| \| \| \| \| \| \| 4. Cristián IX de Dinamarca \| \| \| \| \| \| \| \| \| \| \| \| \| \| \| \| \| \| \| \| \| \| \| \| \| \| \| \| \| \| \| \| \| \| \| \| \| \| \| \| \| \| \| \| \| \| \| \| \| \| \| \| \| \| 18. Carlos de Hesse-Kassel \| \| \| \| \| \| \| \| \| \| \| \| \| \| \| \| \| \| \| \| \| \| \| \| \| \| \| \| \| \| \| \| \| \| \| \| \| \| \| \| \| \| \| \| \| \| \| \| \| \| \| \| \| \| 9. Luisa Carolina de Hesse-Kassel \| \| \| \| \| \| \| \| \| \| \| \| \| \| \| \| \| \| \| \| \| \| \| \| \| \| \| \| \| \| \| \| \| \| \| \| \| \| \| \| \| \| \| \| \| \| \| \| \| \| \| \| \| \| 19. Luisa de Dinamarca y Noruega \| \| \| \| \| \| \| \| \| \| \| \| \| \| \| \| \| \| \| \| \| \| \| \| \| \| \| \| \| \| \| \| \| \| \| \| \| \| \| \| \| \| \| \| \| \| \| \| \| \| \| \| \| \| 2. Federico VIII de Dinamarca \| \| \| \| \| \| \| \| \| \| \| \| \| \| \| \| \| \| \| \| \| \| \| \| \| \| \| \| \| \| \| \| \| \| \| \| \| \| \| \| \| \| \| \| \| \| \| \| \| \| \| \| \| \| 20. Federico de Hesse-Kassel \| \| \| \| \| \| \| \| \| \| \| \| \| \| \| \| \| \| \| \| \| \| \| \| \| \| \| \| \| \| \| \| \| \| \| \| \| \| \| \| \| \| \| \| \| \| \| \| \| \| \| \| \| \| 10. Guillermo de Hesse-Kassel \| \| \| \| \| \| \| \| \| \| \| \| \| \| \| \| \| \| \| \| \| \| \| \| \| \| \| \| \| \| \| \| \| \| \| \| \| \| \| \| \| \| \| \| \| \| \| \| \| \| \| \| \| \| 21. Carolina Polixena de Nassau-Usingen \| \| \| \| \| \| \| \| \| \| \| \| \| \| \| \| \| \| \| \| \| \| \| \| \| \| \| \| \| \| \| \| \| \| \| \| \| \| \| \| \| \| \| \| \| \| \| \| \| \| \| \| \| \| 5. Luisa de Hesse-Kassel \| \| \| \| \| \| \| \| \| \| \| \| \| \| \| \| \| \| \| \| \| \| \| \| \| \| \| \| \| \| \| \| \| \| \| \| \| \| \| \| \| \| \| \| \| \| \| \| \| \| \| \| \| \| 22. Federico de Dinamarca y Noruega \| \| \| \| \| \| \| \| \| \| \| \| \| \| \| \| \| \| \| \| \| \| \| \| \| \| \| \| \| \| \| \| \| \| \| \| \| \| \| \| \| \| \| \| \| \| \| \| \| \| \| \| \| \| 11. Luisa Carlota de Dinamarca \| \| \| \| \| \| \| \| \| \| \| \| \| \| \| \| \| \| \| \| \| \| \| \| \| \| \| \| \| \| \| \| \| \| \| \| \| \| \| \| \| \| \| \| \| \| \| \| \| \| \| \| \| \| 23. Sofía Federica de Mecklemburgo-Schwerin \| \| \| \| \| \| \| \| \| \| \| \| \| \| \| \| \| \| \| \| \| \| \| \| \| \| \| \| \| \| \| \| \| \| \| \| \| \| \| \| \| \| \| \| \| \| \| \| \| \| \| \| \| \| 1. Cristián X de Dinamarca \| \| \| \| \| \| \| \| \| \| \| \| \| \| \| \| \| \| \| \| \| \| \| \| \| \| \| \| \| \| \| \| \| \| \| \| \| \| \| \| \| \| \| \| \| \| \| \| \| \| \| \| \| \| 24. Carlos XIV Juan de Suecia \| \| \| \| \| \| \| \| \| \| \| \| \| \| \| \| \| \| \| \| \| \| \| \| \| \| \| \| \| \| \| \| \| \| \| \| \| \| \| \| \| \| \| \| \| \| \| \| \| \| \| \| \| \| 12. Óscar I de Suecia \| \| \| \| \| \| \| \| \| \| \| \| \| \| \| \| \| \| \| \| \| \| \| \| \| \| \| \| \| \| \| \| \| \| \| \| \| \| \| \| \| \| \| \| \| \| \| \| \| \| \| \| \| \| 25. Desideria Clary \| \| \| \| \| \| \| \| \| \| \| \| \| \| \| \| \| \| \| \| \| \| \| \| \| \| \| \| \| \| \| \| \| \| \| \| \| \| \| \| \| \| \| \| \| \| \| \| \| \| \| \| \| \| 6. Carlos XV de Suecia \| \| \| \| \| \| \| \| \| \| \| \| \| \| \| \| \| \| \| \| \| \| \| \| \| \| \| \| \| \| \| \| \| \| \| \| \| \| \| \| \| \| \| \| \| \| \| \| \| \| \| \| \| \| 26. Eugenio de Beauharnais \| \| \| \| \| \| \| \| \| \| \| \| \| \| \| \| \| \| \| \| \| \| \| \| \| \| \| \| \| \| \| \| \| \| \| \| \| \| \| \| \| \| \| \| \| \| \| \| \| \| \| \| \| \| 13. Josefina de Leuchtenberg \| \| \| \| \| \| \| \| \| \| \| \| \| \| \| \| \| \| \| \| \| \| \| \| \| \| \| \| \| \| \| \| \| \| \| \| \| \| \| \| \| \| \| \| \| \| \| \| \| \| \| \| \| \| 27. Augusta de Baviera \| \| \| \| \| \| \| \| \| \| \| \| \| \| \| \| \| \| \| \| \| \| \| \| \| \| \| \| \| \| \| \| \| \| \| \| \| \| \| \| \| \| \| \| \| \| \| \| \| \| \| \| \| \| 3. Luisa de Suecia \| \| \| \| \| \| \| \| \| \| \| \| \| \| \| \| \| \| \| \| \| \| \| \| \| \| \| \| \| \| \| \| \| \| \| \| \| \| \| \| \| \| \| \| \| \| \| \| \| \| \| \| \| \| 28. Guillermo I de los Países Bajos \| \| \| \| \| \| \| \| \| \| \| \| \| \| \| \| \| \| \| \| \| \| \| \| \| \| \| \| \| \| \| \| \| \| \| \| \| \| \| \| \| \| \| \| \| \| \| \| \| \| \| \| \| \| 14. Federico de los Países Bajos \| \| \| \| \| \| \| \| \| \| \| \| \| \| \| \| \| \| \| \| \| \| \| \| \| \| \| \| \| \| \| \| \| \| \| \| \| \| \| \| \| \| \| \| \| \| \| \| \| \| \| \| \| \| 29. Guillermina de Prusia \| \| \| \| \| \| \| \| \| \| \| \| \| \| \| \| \| \| \| \| \| \| \| \| \| \| \| \| \| \| \| \| \| \| \| \| \| \| \| \| \| \| \| \| \| \| \| \| \| \| \| \| \| \| 7. Luisa de los Países Bajos \| \| \| \| \| \| \| \| \| \| \| \| \| \| \| \| \| \| \| \| \| \| \| \| \| \| \| \| \| \| \| \| \| \| \| \| \| \| \| \| \| \| \| \| \| \| \| \| \| \| \| \| \| \| 30. Federico Guillermo III de Prusia \| \| \| \| \| \| \| \| \| \| \| \| \| \| \| \| \| \| \| \| \| \| \| \| \| \| \| \| \| \| \| \| \| \| \| \| \| \| \| \| \| \| \| \| \| \| \| \| \| \| \| \| \| \| 15. Luisa Augusta de Prusia \| \| \| \| \| \| \| \| \| \| \| \| \| \| \| \| \| \| \| \| \| \| \| \| \| \| \| \| \| \| \| \| \| \| \| \| \| \| \| \| \| \| \| \| \| \| \| \| \| \| \| \| \| \| 31. Luisa de Mecklemburgo-Strelitz \| \| \| \| \| \| \| \| \| \| \| \| \| \| \| \| \| \| \| \| \| \| \| \| \| \| \| \| \| \| \| \| \| \| \| \| \| \| \| \| \| \| \| \| \| \| \| \| \| \| \| \| |                                                                   |  |  |  |  |  |  |  |  |  |  |  |  |  |  |  |
| |                                                                   |  |  |  |  |  |  |  |  |  |  |  |  |  |  |  |
| | 16. Federico Carlos de Schleswig-Holstein-Sonderburg-Beck         |  |  |  |  |  |  |  |  |  |  |  |  |  |  |  |
| |                                                                   |  |  |  |  |  |  |  |  |  |  |  |  |  |  |  |
| |                                                                   |  |  |  |  |  |  |  |  |  |  |  |  |  |  |  |
| | 8. Federico Guillermo de Schleswig-Holstein-Sonderburg-Glücksburg |  |  |  |  |  |  |  |  |  |  |  |  |  |  |  |
| |                                                                   |  |  |  |  |  |  |  |  |  |  |  |  |  |  |  |
| |                                                                   |  |  |  |  |  |  |  |  |  |  |  |  |  |  |  |
| | 17. Federica de Schlieben                                         |  |  |  |  |  |  |  |  |  |  |  |  |  |  |  |
| |                                                                   |  |  |  |  |  |  |  |  |  |  |  |  |  |  |  |
| |                                                                   |  |  |  |  |  |  |  |  |  |  |  |  |  |  |  |
| | 4. Cristián IX de Dinamarca                                       |  |  |  |  |  |  |  |  |  |  |  |  |  |  |  |
| |                                                                   |  |  |  |  |  |  |  |  |  |  |  |  |  |  |  |
| |                                                                   |  |  |  |  |  |  |  |  |  |  |  |  |  |  |  |
| | 18. Carlos de Hesse-Kassel                                        |  |  |  |  |  |  |  |  |  |  |  |  |  |  |  |
| |                                                                   |  |  |  |  |  |  |  |  |  |  |  |  |  |  |  |
| |                                                                   |  |  |  |  |  |  |  |  |  |  |  |  |  |  |  |
| | 9. Luisa Carolina de Hesse-Kassel                                 |  |  |  |  |  |  |  |  |  |  |  |  |  |  |  |
| |                                                                   |  |  |  |  |  |  |  |  |  |  |  |  |  |  |  |
| |                                                                   |  |  |  |  |  |  |  |  |  |  |  |  |  |  |  |
| | 19. Luisa de Dinamarca y Noruega                                  |  |  |  |  |  |  |  |  |  |  |  |  |  |  |  |
| |                                                                   |  |  |  |  |  |  |  |  |  |  |  |  |  |  |  |
| |                                                                   |  |  |  |  |  |  |  |  |  |  |  |  |  |  |  |
| | 2. Federico VIII de Dinamarca                                     |  |  |  |  |  |  |  |  |  |  |  |  |  |  |  |
| |                                                                   |  |  |  |  |  |  |  |  |  |  |  |  |  |  |  |
| |                                                                   |  |  |  |  |  |  |  |  |  |  |  |  |  |  |  |
| | 20. Federico de Hesse-Kassel                                      |  |  |  |  |  |  |  |  |  |  |  |  |  |  |  |
| |                                                                   |  |  |  |  |  |  |  |  |  |  |  |  |  |  |  |
| |                                                                   |  |  |  |  |  |  |  |  |  |  |  |  |  |  |  |
| | 10. Guillermo de Hesse-Kassel                                     |  |  |  |  |  |  |  |  |  |  |  |  |  |  |  |
| |                                                                   |  |  |  |  |  |  |  |  |  |  |  |  |  |  |  |
| |                                                                   |  |  |  |  |  |  |  |  |  |  |  |  |  |  |  |
| | 21. Carolina Polixena de Nassau-Usingen                           |  |  |  |  |  |  |  |  |  |  |  |  |  |  |  |
| |                                                                   |  |  |  |  |  |  |  |  |  |  |  |  |  |  |  |
| |                                                                   |  |  |  |  |  |  |  |  |  |  |  |  |  |  |  |
| | 5. Luisa de Hesse-Kassel                                          |  |  |  |  |  |  |  |  |  |  |  |  |  |  |  |
| |                                                                   |  |  |  |  |  |  |  |  |  |  |  |  |  |  |  |
| |                                                                   |  |  |  |  |  |  |  |  |  |  |  |  |  |  |  |
| | 22. Federico de Dinamarca y Noruega                               |  |  |  |  |  |  |  |  |  |  |  |  |  |  |  |
| |                                                                   |  |  |  |  |  |  |  |  |  |  |  |  |  |  |  |
| |                                                                   |  |  |  |  |  |  |  |  |  |  |  |  |  |  |  |
| | 11. Luisa Carlota de Dinamarca                                    |  |  |  |  |  |  |  |  |  |  |  |  |  |  |  |
| |                                                                   |  |  |  |  |  |  |  |  |  |  |  |  |  |  |  |
| |                                                                   |  |  |  |  |  |  |  |  |  |  |  |  |  |  |  |
| | 23. Sofía Federica de Mecklemburgo-Schwerin                       |  |  |  |  |  |  |  |  |  |  |  |  |  |  |  |
| |                                                                   |  |  |  |  |  |  |  |  |  |  |  |  |  |  |  |
| |                                                                   |  |  |  |  |  |  |  |  |  |  |  |  |  |  |  |
| | 1. Cristián X de Dinamarca                                        |  |  |  |  |  |  |  |  |  |  |  |  |  |  |  |
| |                                                                   |  |  |  |  |  |  |  |  |  |  |  |  |  |  |  |
| |                                                                   |  |  |  |  |  |  |  |  |  |  |  |  |  |  |  |
| | 24. Carlos XIV Juan de Suecia                                     |  |  |  |  |  |  |  |  |  |  |  |  |  |  |  |
| |                                                                   |  |  |  |  |  |  |  |  |  |  |  |  |  |  |  |
| |                                                                   |  |  |  |  |  |  |  |  |  |  |  |  |  |  |  |
| | 12. Óscar I de Suecia                                             |  |  |  |  |  |  |  |  |  |  |  |  |  |  |  |
| |                                                                   |  |  |  |  |  |  |  |  |  |  |  |  |  |  |  |
| |                                                                   |  |  |  |  |  |  |  |  |  |  |  |  |  |  |  |
| | 25. Desideria Clary                                               |  |  |  |  |  |  |  |  |  |  |  |  |  |  |  |
| |                                                                   |  |  |  |  |  |  |  |  |  |  |  |  |  |  |  |
| |                                                                   |  |  |  |  |  |  |  |  |  |  |  |  |  |  |  |
| | 6. Carlos XV de Suecia                                            |  |  |  |  |  |  |  |  |  |  |  |  |  |  |  |
| |                                                                   |  |  |  |  |  |  |  |  |  |  |  |  |  |  |  |
| |                                                                   |  |  |  |  |  |  |  |  |  |  |  |  |  |  |  |
| | 26. Eugenio de Beauharnais                                        |  |  |  |  |  |  |  |  |  |  |  |  |  |  |  |
| |                                                                   |  |  |  |  |  |  |  |  |  |  |  |  |  |  |  |
| |                                                                   |  |  |  |  |  |  |  |  |  |  |  |  |  |  |  |
| | 13. Josefina de Leuchtenberg                                      |  |  |  |  |  |  |  |  |  |  |  |  |  |  |  |
| |                                                                   |  |  |  |  |  |  |  |  |  |  |  |  |  |  |  |
| |                                                                   |  |  |  |  |  |  |  |  |  |  |  |  |  |  |  |
| | 27. Augusta de Baviera                                            |  |  |  |  |  |  |  |  |  |  |  |  |  |  |  |
| |                                                                   |  |  |  |  |  |  |  |  |  |  |  |  |  |  |  |
| |                                                                   |  |  |  |  |  |  |  |  |  |  |  |  |  |  |  |
| | 3. Luisa de Suecia                                                |  |  |  |  |  |  |  |  |  |  |  |  |  |  |  |
| |                                                                   |  |  |  |  |  |  |  |  |  |  |  |  |  |  |  |
| |                                                                   |  |  |  |  |  |  |  |  |  |  |  |  |  |  |  |
| | 28. Guillermo I de los Países Bajos                               |  |  |  |  |  |  |  |  |  |  |  |  |  |  |  |
| |                                                                   |  |  |  |  |  |  |  |  |  |  |  |  |  |  |  |
| |                                                                   |  |  |  |  |  |  |  |  |  |  |  |  |  |  |  |
| | 14. Federico de los Países Bajos                                  |  |  |  |  |  |  |  |  |  |  |  |  |  |  |  |
| |                                                                   |  |  |  |  |  |  |  |  |  |  |  |  |  |  |  |
| |                                                                   |  |  |  |  |  |  |  |  |  |  |  |  |  |  |  |
| | 29. Guillermina de Prusia                                         |  |  |  |  |  |  |  |  |  |  |  |  |  |  |  |
| |                                                                   |  |  |  |  |  |  |  |  |  |  |  |  |  |  |  |
| |                                                                   |  |  |  |  |  |  |  |  |  |  |  |  |  |  |  |
| | 7. Luisa de los Países Bajos                                      |  |  |  |  |  |  |  |  |  |  |  |  |  |  |  |
| |                                                                   |  |  |  |  |  |  |  |  |  |  |  |  |  |  |  |
| |                                                                   |  |  |  |  |  |  |  |  |  |  |  |  |  |  |  |
| | 30. Federico Guillermo III de Prusia                              |  |  |  |  |  |  |  |  |  |  |  |  |  |  |  |
| |                                                                   |  |  |  |  |  |  |  |  |  |  |  |  |  |  |  |
| |                                                                   |  |  |  |  |  |  |  |  |  |  |  |  |  |  |  |
| | 15. Luisa Augusta de Prusia                                       |  |  |  |  |  |  |  |  |  |  |  |  |  |  |  |
| |                                                                   |  |  |  |  |  |  |  |  |  |  |  |  |  |  |  |
| |                                                                   |  |  |  |  |  |  |  |  |  |  |  |  |  |  |  |
| | 31. Luisa de Mecklemburgo-Strelitz                                |  |  |  |  |  |  |  |  |  |  |  |  |  |  |  |
| |                                                                   |  |  |  |  |  |  |  |  |  |  |  |  |  |  |  |
| |                                                                   |  |  |  |  |  |  |  |  |  |  |  |  |  |  |  |